# Alois Dragaschnig
Alois Dragaschnig (* 22. Februar 1924 in Arriach; † 4. Dezember 2014 in Wien) war ein österreichischer Jurist in leitender Funktion (Generaldirektor) im Bereich der Sozialversicherung.

## Leben
Alois Dragaschnig war eines von vier Kindern der Familie eines Landgendarmen in Kärnten, wo er die Volksschule in Arriach besuchte. Danach wechselte er in das Gymnasium in Villach, von wo er in der 7. Klasse 1942 zum Militärdienst eingezogen wurde. Zwei Jahre seiner Militärdienstzeit verbrachte er an der Ostfront in der Sowjetunion, wo er zuletzt Leutnant in der 3. Gebirgsdivision war. Im Herbst 1946 legte er die Matura ab und ging auf Anraten eines Freundes zum Studium der Rechtswissenschaften nicht nach Graz, sondern nach Wien. Seinen Lebensunterhalt finanzierte er als sogenannter Werkstudent durch verschiedene Hilfsarbeiten, von Vertretertätigkeiten, Mitarbeit am Danubia-Volkslexikon, Flugzettelverteiler bis Lippenstiftverkäufer. Die Promotion zum Dr. iuris erfolgte im Dezember 1950.

## Berufliche Laufbahn
Die Arbeitslosigkeit bei Jungakademikern führte dazu, dass er 1950 zunächst eine Arbeitsmöglichkeit bei der Landwirtschaftskrankenkasse für Niederösterreich annahm.
Er war einer von vier aus ca. 100 Bewerbern, die 1951/52 ein einjähriges Auslandsstipendium des British Council erhielten. Anlass dafür war, dass er als Thema seiner Bewerbung die englische Sozialverwaltung und ihre Reform genannt hatte, was im Vergleich zu den anderen Bewerbern als ungewöhnlich auffiel. Hintergrund war, dass 1944 die Beveridge Royal Commission einen Abschlussbericht über Mängel des englischen Sozialsystems vorgelegt hatte und die Vorschläge unter der Regierung von Clement Attlee zumindest zu Teilen umgesetzt worden waren. Dragaschnig lebte am Ruskin College in Oxford und besserte sein Einkommen mit Beiträgen für die Tageszeitung „Die neue Zeit“ in Kärnten auf. Weitere zwei Artikel erschienen in der Fachzeitschrift „Soziale Sicherheit“ in Wien über die englische Finanzkrise bzw. Englands Weg zur sozialen Sicherheit. Diese Beiträge erweckten das Interesse des damaligen Generaldirektors des Hauptverbandes der österreichischen Sozialversicherungsträger, Reinhold Melas, der den jungen Juristen als seinen Assistenten in den Hauptverband holte. In dieser Zeit arbeitete Dragaschnig an der Entstehung des österreichischen Allgemeinen Sozialversicherungsgesetzes ASVG mit.
Fünf Jahre später wurde er Direktionssekretär in der Wiener Gebietskrankenkasse und erlebte 1962 einen intensiven Honorarstreit mit der Ärztekammer für Wien, von der namens der Kassenvertragsärzte Honorarforderungen erhoben worden waren, deren Erfüllung die finanzielle Leistungsfähigkeit der Kasse bei weitem überstiegen hätten. Da schon damals die Kassenbeiträge für alle Kassen nach dem ASVG österreichweit gleich auf dem Gesetz beruhten, war eine Beitragserhöhung nur für den Bereich dieser einen Kasse nicht möglich. Seine klare und fest vertretene Haltung, wonach niemand in der Kasse einen Vertrag unterschreiben würde, den die Kasse nicht erfüllen könnte, trug wesentlich zu einer Lösung des Konfliktes bei. Auch von der ärztlichen Standesvertretung wurde ihm Wertschätzung entgegengebracht, deren Präsident Friedrich Daume bezeichnete ihn später als einen der besten Ärztevertreter, weil Dragaschnig trotz aller Meinungsdifferenzen stets auch die Argumente der Gegenseite beachtete.
Ab April 1963 wurde Dragaschnig mit 39 Jahren als Nachfolger von Karl Samt Generaldirektor der Wiener Gebietskrankenkasse. Eine seiner ersten organisatorischen Arbeiten war die Zusammenführung der bis dahin noch weitgehend doppelgleisig geführten Kassendienststellen, die einerseits als Krankenversicherung für Arbeiter mit einer Hauptstelle in der Wipplinger Straße im ersten Wiener Bezirk, andererseits mit de facto denselben Aufgaben für Angestellte in der Mariahilfer Straße im 6. Bezirk arbeiteten. Diese Reorganisation war noch nicht abgeschlossen, als er u. a. auf Wunsch des damaligen Sozialministers Weißenberg mit 1. Jänner 1971 zum Generaldirektor des Hauptverbandes bestellt wurde. In dieser Funktion trug er weiterhin zum Ausgleich zwischen der Arbeitnehmer- und der Arbeitgeberseite und damit indirekt auch zwischen den politischen Parteien bei. Für seine Arbeit galt ein Grundsatz von Johann Böhm, wonach in den Entscheidungsgremien der Sozialversicherung keine Politik gemacht werde, sondern dies Aufgabe der Interessenvertretungen und der politischen Parteien bleibe.
Ab 1971 war er Lehrbeauftragter an der TU Wien, wo er mit dem Sozialversicherungsrecht auch Themen der Raumordnung (Ressourcenplanung im Gesundheitswesen) behandeln konnte. Ab 1992 war Dragaschnig auch Vorstandsmitglied der Internationalen Vereinigung für Soziale Sicherheit (IVSS).
Dragaschnig war in seiner Funktion Mitglied einer Reihe von sozialpolitischen Beratungsgremien, so z. B. des Beirates für Renten- und Pensionsanpassung und Behörden des Gesundheitswesens (z. B. Bundesschiedskommission nach § 346 ASVG).
Auch beim Hauptverband gab es für Dragaschnig große organisatorische Herausforderungen: Einige davon lagen in den Arbeiten für die Zusammenlegung der lange schon finanziell schwachen Landwirtschaftskrankenkassen mit den Gebietskrankenkassen und bei den massiven Umgestaltungen in der Versicherungsorganisation der Selbstständigen (1974 Auflösung der Meisterkrankenkassen, Gründung der damaligen Sozialversicherungsanstalt der gewerblichen Wirtschaft). Zu den Erfolgen Dragaschnigs wird auch die Neuordnung der Krankenanstaltenfinanzierung durch den Krankenanstaltenzusammenarbeitsfonds KRAZAF gezählt, ebenso der Bau des neuen Verwaltungsgebäudes des Hauptverbandes in der Kundmanngasse im 3. Wiener Gemeindebezirk, das 1978 bezogen wurde.
Die Funktion als Generaldirektor des Hauptverbandes, der Dachorganisation der österreichischen Sozialversicherung (der damals noch über zwanzig selbstständige, nicht weisungsgebundene Versicherungsanstalten/Krankenkassen als Mitglieder hatte), übte er bis zu seiner Versetzung in den Ruhestand mit 1. Juni 1989 aus. Sein Nachfolger war Karl-Heinz Wolff.
Insgesamt arbeitete Dragaschnig mehr als dreißig Jahre in leitenden Funktionen der österreichischen Sozialversicherung, in denen er trotz aller (teilweise auch lautstark ausgetragenen) Konflikte seinen feinen Sinn für Humor nicht völlig verlor. So wird er zitiert mit der Aussage, wonach die Funktion des Generalsekretärs der Vereinten Nationen nur deswegen als schwierigster Job der Welt bezeichnet werden konnte, weil man die Rolle des Generaldirektors des Hauptverbandes nicht kannte. Bekannt wurde er auch mit seinen Zitaten von Martin Luther „Die Arznei macht kranke, die Mathematik traurige und die Theologie sündhafte Leute.“ und des deutschen Theologen und Arztes Dietrich Rössler „Gesundheit ist nicht die Abwesenheit von Störungen, sondern die Kraft, mit ihnen zu leben.“
Er wurde von Bundesminister Alfred Dallinger als „Institution“ bezeichnet.

## Publikationen
- zahlreiche Beiträge in Fachzeitschriften des Arbeits- und Sozialrechts, z. B. in der Fachzeitschrift Soziale Sicherheit (SozSi) ab 1948 auf ANNO – AustriaN Newspapers Online
  - Ist der Leistungsumfang der gesetzlichen Krankenversicherung nach dem ASVG reformbedürftig? SozSi 1986 Heft Nr. 9 S. 366–369,
  - Gesundheit aus europäischer Sicht. SozSi 1986 Heft 7/8 S. 309–310,
  - Kostentransparenz im Gesundheitswesen? SozSi 1984 Heft 10 S. 419–422 (Vortrag beim Forum Alpbach 1984),
  - Familienrechtsreform und Sozialversicherung SozSi 1982 Heft 4, S. 152–158 (Vortrag am 6. März 1981 bei der Tagung der Gesellschaft für Arbeits- und Sozialrecht in Zell am See),
  - Die vierte Novelle zum ASVG. SozSi 1959, Heft 1 S. 1–6,
  - Das Künstler-Sozialversicherungsgesetz. SozSi 1958, S. 326–330.
- 1889–1989–2089 Streiflichter. In: Bundesministerium für Arbeit und Soziales, mit der Herausgabe betraut: Gert Rudolf: 100 Jahre Österreichische Sozialversicherung. Verlag Berger, Horn 1989. ISBN 3-85028-202-3 S. 87–98.
- Systeme des Finanzausgleiches in der österreichischen Sozialversicherung. In: Manfred Straube: Jurist und Technik zwischen Wissenschaft und Praxis. Festschrift für Josef Kühne zum 60. Geburtstag. Verlag Orac, Wien 1984. ISBN 3-85368-637-0. S. 247–260.
- Schiedskommissionen und Vertragspartnerrecht in der österreichischen Sozialversicherung: Rechtsgrundlagen und Judikatur. ÖGB-Verlag Wien 1983. ISBN 3-7035-0259-2. (gemeinsam mit Josef Souhrada).
- Der GmbH-Geschäftsführervertrag. Verlag Orac, Wien 1980. ISBN 3-85368-409-2 (gemeinsam mit Manfred Straube, Elisabeth Kainzbauer).
- Soziale Sicherheit am Lebensabend. Jahrbuch des ÖGB, Österreichischer Gewerkschaftsbund, Wien, 1977. S. 19–26.
- Allgemeines Sozialversicherungsgesetz (ASVG). Textausgabe in Loseblattform. Schriftenreihe des Österreichischen Gewerkschaftsbundes Nr. 87. Verlag des ÖGB, Wien 1962 ff. mit Ergänzungslieferungen (gemeinsam mit Ernst Bakule, Viktor Heller, Richard Janda, Annemarie Krista, Peter Nentwich, Egon Schäfer).
- Die Krankenversicherung und die allgemeinen Bestimmungen nach dem Allgemeinen Sozialversicherungsgesetz. Gesetzestext, eingehende Erläuterungen und wichtige Anhänge. Verlag des Österreichischen Gewerkschaftsbundes, Wien 1956 ff. mehrere Auflagen, Schriftenreihe des Österreichischen Gewerkschaftsbundes Nr. 60 (gemeinsam mit Egon Schäfer).

## Auszeichnungen
- 1974: Berufstitel Hofrat[14]
- 1978: Großes Ehrenzeichen des Landes Burgenland[14]
- 1980: Großes Ehrenzeichen der Österreichischen Dentistenkammer[14]
- 1983: Großes Goldenes Ehrenzeichen für Verdienste um die Republik Österreich[15][14]
- 1987: Großes Verdienstkreuz des Verdienstordens der Bundesrepublik Deutschland[14]
- 3. Juni 1988: Honorarprofessor, TU Wien[16]
- 1989: Goldener Ehrenring der österreichischen Sozialversicherung